# Megachile rotundiventris
Megachile rotundiventris är en biart som beskrevs av Jean Pierre Omer Anne Édouard Perris 1852. Megachile rotundiventris ingår i släktet tapetserarbin, och familjen buksamlarbin. Inga underarter finns listade i Catalogue of Life.